# Zwitserland en de Europese Unie
Zwitserland is geen lid van de Europese Unie (EU), ondanks dat het omringd wordt door EU-lidstaten. Het land is door bilaterale verdragen wel nauw met de Europese Unie verbonden.

## Samenwerking
De toetreding van Zwitserland tot de EVA in 1960 en een vrijhandelsakkoord tussen Zwitserland en de Europese Gemeenschap in 1972 vormde de basis voor de relaties tussen de EU en Zwitserland. Zwitserland onderhandelde ook mee over toetreding tot de EER, een akkoord tussen de EVA en de EU over vrij verkeer van personen, goederen, diensten en kapitaal. Maar de bevolking wees in 1992 in een referendum de toetreding tot de EER af. In maart 2001 werd EU-lidmaatschap in een referendum afgewezen met 77% van de stemmen.
Zwitserland stemde in juni 2005 in een referendum echter wel voor toetreding tot de Schengenzone. In 2008 trad Zwitserland uiteindelijk toe tot de Schengenzone.
De houding van Zwitserland ten opzichte van de EU wordt gedeeltelijk geregeld in de bilaterale verdragen tussen Zwitserland en de EU. Door deze bilaterale verdragen is er al veel Europese wetgeving in Zwitserland geïmplementeerd. Zwitserland is officieel geen lid van de EU en kan dus ook niet meewerken aan Europese beslissingen, maar door de bilaterale verdragen deels nauw verbonden met de EU-wetgeving.
De bilaterale verdragen II werden in 2004 afgesloten. Het regelt onder andere zaken op het gebied van het bankgeheim en belasting over renteopbrengsten van geld van EU-bewoners bij Zwitserse banken, omzetting van de akkoorden van Schengen en de akkoorden van Dublin voor Zwitserland, bestrijden van fraude, afbouw van subsidies op agrarische producten, lidmaatschap van Zwitserland van de Europese milieuorganisatie en het EIONET netwerk, samenwerking op het gebied van de statistiek en het bevorderingsprogramma voor Europese filmen MEDIA plus.
Meer dan 1 miljoen EU-burgers leven en werken in Zwitserland. Meer dan 60% van de Zwitserse export gaat naar de EU en ongeveer 68% van de import naar Zwitserland komt uit de Europese Unie.